# جائزة فرنسا الكبرى 1968
جائزة فرنسا الكبرى 1968 هو سباق فورمولا 1 أقيم بتاريخ 7 يوليو 1968 في فرنسا. كان السادس من أصل 12 في بطولة العالم لسباقات الفورمولا واحد موسم 1968. حلّ البلجيكي جاكي إيكس أولا بينما جاء البريطاني جون سورتيس في المركز الثاني وحصل على المركز الثالث البريطاني جاكي ستيورات.